# Siberische klappersprinkhaan
De Siberische klappersprinkhaan (Bryodemella tuberculata) is een rechtvleugelig insect uit de familie veldsprinkhanen (Acrididae). De wetenschappelijke naam van deze soort is voor het eerst geldig gepubliceerd in 1775 door Fabricius.
De soort heeft een opvallend groot genoom: het omvat circa 21,48 miljard basenparen, zo'n zeven keer groter dan dat van de mens.
1. ↑  Insect met recordbrekend groot genoom ontdekt: genoom is 7 keer (!) groter dan dat van ons. Scientias.nl (17 maart 2023). Geraadpleegd op 24 maart 2023.